# Kanton Montmélian
Kanton Montmélian (francouzsky Canton de Montmélian) je francouzský kanton v departementu Savojsko v regionu Rhône-Alpes. Tvoří ho 15 obcí.

## Obce kantonu
- Apremont
- Arbin
- La Chavanne
- Chignin
- Francin
- Laissaud
- Les Marches
- Les Mollettes
- Montmélian
- Myans
- Planaise
- Sainte-Hélène-du-Lac
- Saint-Pierre-de-Soucy
- Villard-d'Héry
- Villaroux